# Avradslandet
Avradslandet är ett naturreservat i Sollefteå kommun i Västernorrlands län.
Området är naturskyddat sedan 2009 och är 50 hektar stort. Reservatet består i sydväst och nordost av grandominerad barrskog i anslutning till myrmarker, centralt finns en högvuxen och brandpräglad gammelskog  av tall.